# Steven Chamuleau
Steven A.J. Chamuleau (Amsterdam, 28 oktober 1969), is een Nederlands cardioloog.
Chamuleau streeft als wetenschappelijk onderzoeker naar een holistische benadering van de cardiologie, zowel op het niveau van de patiënt en in wetenschappelijk onderzoek. Mede om die reden is hij in 2020 door de UvA-Amsterdam UMC aangesteld om de fusie van de cardiologieafdelingen van het AMC en VUmc te leiden. Hij is sindsdien hoogleraar Cardiologie aan de Faculteit der Geneeskunde van de Universiteit van Amsterdam.

## Levensloop
Chamuleau werd in 1969 te Amsterdam geboren. Hij volgde zijn middelbare school op het Willem de Zwijger College te Bussum en het VWO-diploma werd behaald in 1988. In hetzelfde jaar werd hij uitgeloot voor de studie Geneeskunde en behaalde hij zijn propedeuse Biologie. Hij begon zijn studie Geneeskunde aan de Universiteit van Amsterdam (UvA) in 1989. De doctoraal fase werd in 1994 afgerond en sinds augustus 1997 was hij basisarts.
Tijdens zijn studiejaren werden de eerste stappen gezet in de richting van wetenschappelijk onderzoek. Chamuleaus enthousiasme voor de cardiologie werd aangemoedigd op de afdeling Hartkatheterisatie, waar hij vanaf 1994 diverse onderzoeken uitvoerde. Dit leidde uiteindelijk tot de start van de ILIAS studie. Deze Nederlandse multi-centerstudie vormde de basis van diverse publicaties die later waren opgenomen in zijn proefschrift.
In 2000 ontving chamuleau de Young Investigator of the Year prijs van de Nederlandse en Belgische Interventie-Cardiologie Verenigingen. Tijdens zijn promotieonderzoek volgde hij ook diverse cursussen bij het NIHES van de Erasmus Universiteit Rotterdam en de afdeling Klinische Epidemiologie & Biostatistiek in het Academisch Medisch Centrum (AMC) van de Universiteit van Amsterdam. Zijn proefschrift, Intracoronary derived physiological parameters for clinical decision-making in patients with multi-vessel coronary artery disease, verdedigde Chamuleau in 2001 cum laude. Daarop volgde Chamuleau respectievelijk de vooropleiding Interne Geneeskunde in het St. Lucas-Andreas Ziekenhuis te Amsterdam en de opleiding tot Cardioloog in het AMC.
In 2007 ging hij een jaar naar Louisville (KY), Amerika, voor cardiale stamcelonderzoek in het laboratorium van professor Roberto Bolli.
Bij terugkomst in Nederland werd Chamuleau staflid bij UMC Utrecht als onderzoeksleider en waarnemend afdelingshoofd. In de twaalf jaar dat hij hier werkte, werd hij ook klinisch opleider voor de cardiologie-opleiding in Utrecht. Hij was er sinds 2016 hoogleraar.
Op het verzoek van het Amsterdam UMC nam Chamuleau in 2020 de taak op zich de fusie van de cardiologieafdelingen van AMC en VUmc in goede banen te leiden en werd hij benoemd tot hoogleraar Cardiologie aan de Faculteit der Geneeskunde van de Universiteit van Amsterdam. Met deze aanstelling was hij terug waar zijn medische carrière begon.

## Enkele projecten

### PreclinicalTrials.eu
Chamuleau is een van de drijvende krachten van de in 2018 opgerichte platform PreclinicalTrials.eu, een Nederlandse initiatief van het UMC Utrecht, Radboudumc en het Nederlands Hartinstituut om dierproeven te registreren. Het belang van dit initiatief ligt in het feit dat onderzoekers dan eenvoudig zien welke dierproeven er al gedaan zijn en met welke resultaten, ook als die resultaten niet gepubliceerd zijn. Hierdoor kunnen volgens Chamuleau onnodige herhaling van dierproeven tegengaan worden. Met het ontwikkelen van het platform en de politieke betrokkenheid is Nederland wereldwijd koploper op het gebied van preregistratie van dierproeven.

### Walk this Way
CardioHOLOgy-Walk this Way is een methode ontwikkeld door Chamuleau en zijn medische team aan de CCU van het UMC Utrecht. In deze methode worden AR-technieken gebruikt om hartpatiënten gedurende hun herstelperiode middels beweging en educatie gestimuleerd en gemotiveerd om binnen hun fysieke grenzen in actie te komen.
Chamuleau stelt dat minder dan de helft van door medici verstrekte informatie feitelijk door patiënten geabsorbeerd wordt. Dit kan leiden tot suboptimaal zelfmanagement. De ontwikkelde AR-methode zou medische informatie makkelijker en efficiënter bij de patiënt doen blijven hangen: de methode is op de individuele patiënt toegesneden die in haar eigen tempo kan communiceren met virtuele en echte objecten. De methode zou tevens bijdragen aan het herstel van het vertrouwen van de patiënt in haar fysieke capaciteit.
In 2019 nam Chamuleau namens de Utrechtse CCU -afdeling van de UMC Utrecht met de inzending van deze innovatie deel aan de Innovation Award-competitie van de Amsterdam Sciencepark. De inzending strandde in de zogenaamde prefinale.

### CART-Tech b.v.
Chamuleau is een van de oprichters van CART-Tech, een spin-off van de UMCU dat technische oplossingen biedt op basis van imaging voor navigatie in het hart. Chamuleau functioneert sindsdien als wetenschappelijk adviseur in deze onderneming.

## Nevenfuncties
- Lid van het Wetenschappelijk Adviesraad (WAR) voor de Hartstichting[12]
- 2016-2019: Hoofdredacteur De cardioloog[13]

## Prijzen
- 2000: Young Investigator of the Year prijs van de Nederlandse en Belgische Interventie-Cardiologie Verenigingen.[1]
- 2016: Best Research EJCI Article Award van de European Society of Clinical Investigation (ESCI)[14]

## Publicaties
- (en) Chamuleau, S. A. J. (2001). Intracoronary derived physiological parameters for clinical decision-making in patients with multi-vessel coronary artery disease (proefschrift). ISBN 978-90-5170-571-3.
- (en) David J Sprenkeler, Gerardus P J van Hout, Steven A J Chamuleau, "Lazarus in asystole: a case report of autoresuscitation after prolonged cardiac arrest", Eur Heart J Case Rep. (2019 september); 3(3): ytz134. Gepubliceerd online op 7 augustus 2019.[15]
- (en)  Haan, E. A., Chamalaun, F. H., Chamuleau, S. A. J., Arnolda, L. F., Slavotinek, J. P., Wise, N. C., Gunawardane, D. N., Schwarze, U., Byers, P. H., & Gabb, G. M. (2021). Marfan syndrome resulting from a rare pathogenic FBN1 variant, ascertained through a proband with IgG4-related arteriopathy. American Journal of Medical Genetics, Part A, 185(7), pp. 2180-2189.